# Фаунтин Хил (Пенсилванија)
Фаунтин Хил (енгл. Fountain Hill) град је у америчкој савезној држави Пенсилванија.

## Демографија
По попису из 2010. године број становника је 4.597, што је 17 (-0,4%) становника мање него 2000. године.
| Група             | 2000.         | 2010.         |
| Белци             | 3.838 (83,2%) | 3.199 (69,6%) |
| Афроамериканци    | 176 (3,8%)    | 302 (6,6%)    |
| Азијати           | 42 (0,9%)     | 38 (0,8%)     |
| Хиспаноамериканци | 495 (10,7%)   | 1.033 (22,5%) |
| Укупно            | 4.614         | 4.597         |